# Шабанова, Юлия Владимировна
Ю́лия Влади́мировна Шаба́нова (род. 11 августа 1982, Сельцо, Ленинградская область) — российская легкоатлетка, специалистка по барьерному бегу. Выступала на профессиональном уровне в первой половине 2000-х годов, победительница и призёрка первенств всероссийского значения, участница чемпионата мира в помещении в Бирмингеме. Представляла Санкт-Петербург. Мастер спорта России международного класса.

## Биография
Юлия Шабанова родилась 11 августа 1982 года в посёлке Сельцо Волосовского района Ленинградской области. Впоследствии постоянно проживала в Тосно, выступала за Санкт-Петербург. Начала заниматься лёгкой атлетикой под руководством О. Иванова, позднее была подопечной заслуженного тренера России Т. В. Решетниковой.
Впервые заявила о себе в сезоне 1998 года, когда в беге на 60 метров с барьерами выиграла бронзовую медаль юношеском первенстве России в Липецке.
В 1999 году в беге на 100 метров с барьерами взяла бронзу на юношеском всероссийском первенстве во Владимире.
В 2000 году в 60-метровом барьерном беге стала бронзовой призёркой на Кубке Санкт-Петербурга.
В 2001 году завоевала серебряную награду на Кубке Санкт-Петербурга и золотую награду на соревнованиях в Краснодаре. Попав в состав российской сборной, выступила на юниорском европейском первенстве в Гроссето — бежала 100 метров с барьерами, в финал не вышла.
В 2002 году в барьерном беге на 60 метров получила две золотые медали на соревнованиях в Санкт-Петербурге, была четвёртой на международном турнире «Русская зима» в Москве и на Кубке губернатора в Самаре, шестой на зимнем чемпионате России в Волгограде. В барьерном беге на 100 метров финишировала шестой на Мемориале братьев Знаменских в Туле, первой на международном турнире в финском Лахти, седьмой на летнем чемпионате России в Чебоксарах, второй и пятой на международных турнирах в Хельсинки и Лаппеэнранте.
В 2003 году получила серебро на «Русской зиме» и на зимнем чемпионате России в Москве. Благодаря череде удачных выступлений удостоилась права защищать честь страны на чемпионате мира в помещении в Бирмингеме — на предварительном квалификационном этапе бега на 60 метров показала результат 8,36, чего оказалось недостаточно для выхода в полуфинальную стадию. Позднее также в дисциплине 100 метров с барьерами стала шестой на Мемориале Знаменских в Туле, третьей на молодёжном всероссийском первенстве в Чебоксарах, дошла до полуфинала на летнем чемпионате России в Туле.
В 2004 году в 60-метровом барьерном беге выиграла бронзовые медали на Кубке губернатора в Самаре, на «Русской зиме» в Москве, на международном турнире в Тампере, на зимнем чемпионате России в Москве. В беге на 100 метров с барьерами победила на Открытии сезона в Москве, взяла бронзу на всероссийских соревнованиях в Туле, получила серебро на международном турнире в Турку, финишировала пятой на Мемориале Знаменских в Казани и третьей на молодёжном всероссийском первенстве в Чебоксарах.
За выдающиеся спортивные достижения удостоена почётного звания «Мастер спорта России международного класса».